# ایگور کیسلوف
ایگور کیسلوف (انگلیسی: Igor Kislov؛ زادهٔ ۱۹ ژوئیهٔ ۱۹۶۶) بازیکن فوتبال اهل اوکراین است.
از باشگاه‌هایی که در آن بازی کرده‌است می‌توان به باشگاه فوتبال تاوریا سیمفروپول، باشگاه فوتبال اسپارتاک ایوانو-فرانکیفسک، و باشگاه فوتبال فورسکلا پولتاوا اشاره کرد.
وی همچنین در تیم ملی فوتبال ترکمنستان بازی کرده‌است.